# Net Brinel
BRINEL este unul dintre principalii furnizori de soluții și servicii IT&C complete din România, având o experință de 28 de ani pe piața națională. Parteneriatele strategice multivendor cu liderii tehnologici mondiali, precum și competențele certificate ale echipelor proprii, conferă încredere în proiectele abordate de BRINEL. Rezultatele obținute și experiența dovedită fac din BRINEL un Integrator de top în transformarea digitală a afacerilor. 
De-a lungul timpului BRINEL a încheiat parteneriate strategice cu companii IT de vârf la nivel mondial precum Microsoft, Dell Technologies, Cisco, Hewlett Packard Enterprise, HP Inc, Lenovo, Oracle, Veeam, Bitdefender, Vmware, Veritas, Kofax sau IBM.
BRINEL este o companie independentă a SNEF Lab din grupul francez SNEF.

## Istoric
Compania a fost înființată în 1991  de Marcel Borodi, ca și furnizor de servicii și producător de sisteme PC cum este ALPIS – brand existent pe piață și în prezent.  Extinderea portofoliului BRINEL a luat avânt cu linia aplicații de business în 1994, apoi cu oferirea de servicii în Data Center-ul propriu și ca o urmare firească, linia de integrare de sisteme. 
În 2018, SNEF a decis sa investească în BRINEL. Net BRINEL a rămas o companie independentă în cadrul grupului francez, facând parte din SNEF Lab. Domeniile de activitate ale SNEF si BRINEL se completează și au evoluții comune pe domeniile Industrie 4.0 și IoT. Managementul BRINEL ramâne același, iar focusul pentru portofoliul de clienți autohtoni și parteneriatele tehnologice se pastrează. 

## Viziune
Vom fi întotdeauna implicați în revoluția digitală. Împreună, cu profesionalism și determinare, vom îmbunătăți abilitățile de lucru ale clienților noștri, prin inovarea în domeniul ITC. 

## Misiune
Cu responsabilitate și perseverență, misiunea noastră este de a contribui la transformarea digitală a afacerii clienților, prin profesionalism și inovare. Astfel, vor fi mai competitivi și mai bine adaptați la evoluția disruptivă a pieței. Vom consolida poziția noastră de top în rândul furnizorilor de IT pentru transformarea digitală în România.

## Rezultate financiare
Cifra de afaceri:
- 2018: 43 milioane de euro[6]
- 2017: 34,9 milioane de euro [7]
- 2016: 27 milioane de euro [8]
- 2015: 23,9 mil. euro [9]
- 2014: 15,8 milioane euro [10]
- 2011: 13 milioane euro [11]
- 2010: 18 milioane euro [12]
- 2008: 28 milioane euro [13]
- 2007: 25 milioane euro [14]
- 2005: 15,7 milioane euro
- 2004: 9,3 milioane euro

Premii obținute
- 2019: Partener Titanium Dell Technologies[15]
- 2018: Partener Platinum Dell EMC [16]
- 2017: Cisco – Premier Certified Partner
- 2016: Dell-EMC Gold Partner
- 2016: EMC Channel Partner of the year [17]
- 2016: 3rd year in a row HP Platinum Partner HP Inc. & Gold Partner Hewlett Packard Enterprise
- 2016: Microsoft – Best Cloud Partner in FY16
- 2015: Microsoft Best Performance in Cloud in FY 2015;
- 2015: Lenovo – Authorized Service Provider;
- 2015: Cisco – Premier Partner
- 2014: The only HP Platinum Partner Enterprise & PPS [18]
- 2014: Microsoft Country partner of the Year [19]
- 2013: Microsoft Best Partner in Private Cloud in FY2013
- 2012: Best HP Gold Partner in 2012
- 2012: Microsoft Best Performance in SMB in FY2012
- 2012: Lenovo Silver Business Partner 2012
- 2012: Symantec Silver Specialist Partner
- 2010: Microsoft – Gold Certified Partner
- 2010: HP – Preferred Gold Partner
- 2010: Oracle – Gold Partner
- 2010: IBM - Advanced Business Partner
- 2010: VMware Enterprise Partner
- 2008: Microsoft – Gold Certified Partner
- 2001: HP partner, LG Distributor, MS – Total Sales for MS Products
- 1997: Microsoft certified Partner; Intel Pemier Provider